# Piekło na Pacyfiku
Piekło na Pacyfiku (oryg. Hell in the Pacific) – amerykański dramat wojenny z 1968 roku w reż. Johna Boormana.

## Opis fabuły
II wojna światowa na Pacyfiku. Na małej, bezludnej wyspie przebywa dwóch żołnierzy – japoński i amerykański. Nie wiadomo jak się tam znaleźli, najprawdopodobniej to rozbitkowie (z treści filmu można się domyślać, ze Amerykanin to lotnik, a Japończyk służy w marynarce wojennej). Obydwaj nie zapominają jednak, że są wrogami i walczą ze sobą. Najpierw Amerykanin staje się więźniem Japończyka, a później Japończyk jest w niewoli u Amerykanina. Po pewnym czasie obydwaj zaczynają żyć jednak w pokoju, chociaż daleko im do dobrosąsiedzkich stosunków. W końcu obydwóm udaje się porozumieć na tyle, że są w stanie zbudować tratwę z bambusa i po ciężkiej walce z oceanem przepłynąć na większą wyspę. Tam natrafiają na rozbite i opuszczone umocnienia, pełne wielu przydatnych im rzeczy. Wieczorem, ogoleni i w nowych mundurach, już jako dobrzy przyjaciele piją sake. Znaleziony w ruinach numer magazynu „Life” ze zdjęciami zabitych japońskich żołnierzy, doprowadza jednak do wybuchu kolejnej kłótni. Obydwu „godzi” ostrzał artyleryjski ich schronienia, przynosząc im niespodziewaną śmierć.

## Obsada aktorska
- Lee Marvin – żołnierz amerykański
- Toshirō Mifune – żołnierz japoński

## O filmie
- W filmie wystąpiło tylko dwóch aktorów.
- Obydwaj odtwórcy ról w czasie II wojny światowej służyli w wojsku i walczyli na Pacyfiku – Marvin w „marines”, a Mifune w cesarskim lotnictwie.